# Collapsed Lung
Collapsed Lung es una banda británica de rock y hip-hop, formada en Harlow, Essex en 1992, mayormente conocidos por su sencillo "Eat My Goal". 

## Historia
Collapsed Lung se formó originalmente como una colaboración en un departamento estudio entre Anthony Chapman y Steve Harcourt. La dupla se conoció en un local de música llamado The Square en Harlow y, a pesar de tener distintos orígenes musicales (Harcourt había sido guitarrista en una banda de metal llamada Bomberz, mientras que Chapman tocó el bajo en un proyecto musical llamado Pregnant Neck), descubrieron que compartían el gusto por el funk y el software tracker OctaMED de Commodore Amiga.
Después de su primera presentación, fueron invitados para tocar en un festival musical en Harlow en el que Harcourt conoció a Nihal Arthanayake, quien era amigo de Chapman desde el colegio. Arthanayake, cuyos padres eran esrilanqueses, se desempeñaba como rapero y para ese entonces se encontraba estudiando leyes en Twickenham, Middlesex. Posteriormente, Nihal fue invitado para grabar junto al dúo en sus canciones ya existentes como rapero. Más tarde, Chapman adquiriría el rol de rapero junto a Arthanayake, además de completar la alineación del grupo con el bajista Johnny Dawe (quien previamente había pertenecido al grupo de post-punk Death By Milkfloat). Sin embargo, Arthanayake abandonó la agrupación en 1994 después de haber firmado un contrato discográfico con Go! Discs para su propia agrupación llamada Muddie Funksters.
Collapsed Lung más tarde integraría al rapero Jim Burke (en reemplazo de Arthanayake) y al baterista Chris Gutch. Chapman también adquiriría prestigio como DJ presentándose en distintos locales en Londres. Además, estaba interesado en restablecer el "estilo rapero" de Collapsed Lung, indicando "al final del día, es solo hip hop", mientras que al mismo tiempo se dedicaba a promover el lanzamiento de su primer álbum de estudio Jackpot Goalie, lanzado en 1995. A fines de ese mismo año, el baterista Chris Gutch abandonó la banda para unirse a otra grupación llamada Rehab. Consecuentemente, Gutch sería reemplazado por Jerry Hawking, quien previamente había participado en Atom Seed y The Fuzz.
En 1996, publicaron su segundo álbum de estudio titulado Cooler (escrito como C**ler en la carátula del disco, aludiendo al uso de estrellas utilizadas en los niveles de refrigeración de un refrigerador doméstico). En junio de 1996, publicaron los sencillos "London Tonight"/"Eat My Goal", los que alcanzaron el puesto #31 en el UK Singles Chart. "Eat My Goal" se convirtió en la banda sonora de la campaña publicitaria de Coca-Cola llamada "Eat Football, Sleep Football, Drink Coca-Cola" (traducido como "Come fútbol, duerme fútbol, bebe Coca-Cola"), coincidiendo con la realización de la Eurocopa 1996, celebrado en Inglaterra.
A pesar del éxito alcanzado por el grupo, Collapsed Lung se separó en 1997.
"Eat My Goal" fue relanzado en mayo de 1998 y alcanzó el puesto #18 en la misma lista de sencillos y apareció en distintos programas de televisión, siendo el más significativo, el programa SMTV Live en el que existía un segmento con el mismo nombre. Además, la canción apareció en el videojuego LMA Manager.
El grupo se reformó en 2014 para apoyar a la banda Senser el 26 de junio, quienes se presentaron en el club de eventos The Dome en Londres y, desde entonces, la banda se ha presentado alrededor del Reino Unido, incluyendo conciertos junto al grupo Jesus Jones.
"Eat My Goal" continúa siendo usado tanto en televisión como en radio, incluyendo el programa de stand up comedy Mark Steel's in Town presentado por el comediante inglés Mark Steel de la cadena BBC Radio 4, desde el 2009 hasta el presente.

## Discografía

### Álbumes de estudio
- Jackpot Goalie (1995)
- Cooler (1996)
- Zero Hours Band (2018)
- Collapsed Lung Weekend Television (2023)

### EPs
- Thundersley Invacar (1993)
- Chainsaw Wedgie (1993)

### Sencillos
- "Down with the Plaid Fad" (1994)
- "DIS Mix" (1994)
- "Interactive" (1995)
- "Connection" (1995)}
- "London Tonight" / "Eat My Goal" (1996)
- "Board Game" (1996)
- "Ballad Night" (1996)
- "Eat My Goal" (1998) (relanzamiento)
- "New Song, Old Band" / "Let's Get Jobs" (2016)